# Sukë
Sukë là một xã trong quận Përmet thuộc hạt Gjirokastër, Albania. Dân số năm 2005 là 2806 người.